# 黒岩澄雄
黒岩 澄雄（くろいわ すみお、1926年5月28日 - 2014年10月6日）は、日本の植物生態学者。京都大学名誉教授。元愛媛女子短期大学副学長。日本農業気象学会賞受賞。

## 人物・経歴
1953年東京都立大学理学部卒業。1960年東京大学大学院生物系研究科博士課程修了。1961年東京大学理学部助手。1965年京都大学理学部附属植物生態研究施設助教授。1973年京都大学理学部附属植物生態研究施設教授。1975年京都大学理学部附属植物生態研究施設長。京都大学当生態学研究センター設立に尽力し、1990年に定年退官し、京都大学名誉教授の称号を受けた。退官後は、学校法人創志学園理事、学校法人神戸創志学園理事、愛媛女子短期大学副学長を務めた。植物の物質生産の研究分野で先駆的研究を行い、日本農業気象学会賞を受賞した。日本農業気象学会永年功労会員（フェロー）。
2014年10月6日、肺炎のため死去。

## 著書
- 『生態と進化』（川那部浩哉、田端英雄、橘川次郎、栗原康、八杉竜一、岡田豊日、大島長造、岡彦一と共著）岩波書店 1966年
- 『物質生産の生態学：光合成から繁殖まで』東京大学出版会 1990年